# Johann Wagner-Deines

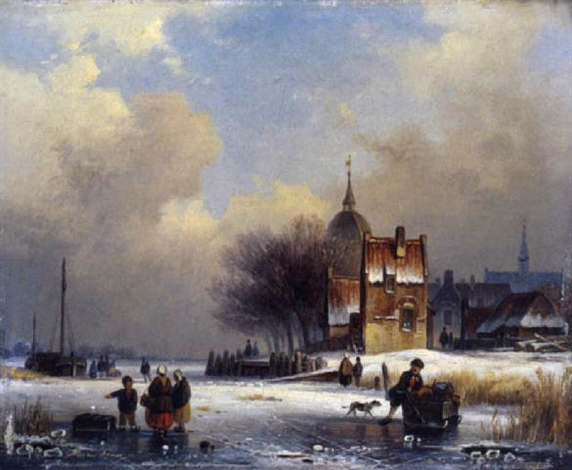
Winterfreuden

Johann Wagner-Deines (* 1803 in Hanau; † 12. April 1880 in München) war ein deutscher Landschafts-, Marine- und Tiermaler.
Wagner-Deines begann sein Malerstudium in Kassel und Berlin, seit dem 19. Juli 1826 studierte er an der Königlichen Akademie der Künste in München bei Max Josef Wagenbauer. Seine Vorbilder waren die Werke von Paulus Potter und Adriaen van de Velde. Er beschäftigte sich auch mit der Lithografie.
Wegen seiner Leidenschaft für die niederländische Malerei zog er in den 1830er Jahren nach Holland. Dort malte er hauptsächlich Küsten- und Seelandschaften. Er wohnte abwechselnd in den Haag, in Dordrecht und anderen Orten, traf dort Andreas Schelfhout und Hendrik van de Sande Bakhuyzen.
Um 1840 kam Wagner-Deines nach München zurück, wo er im Stadtteil Sendling sein Atelier errichtete. Zu seinen Schülern gehörte u. a. der Pferdemaler Ludwig Hartmann.
Er besuchte Holland noch mehrmals bis 1866, seitdem wohnte er ständig in München.